# سيادة مشتركة (القانون الدولي)

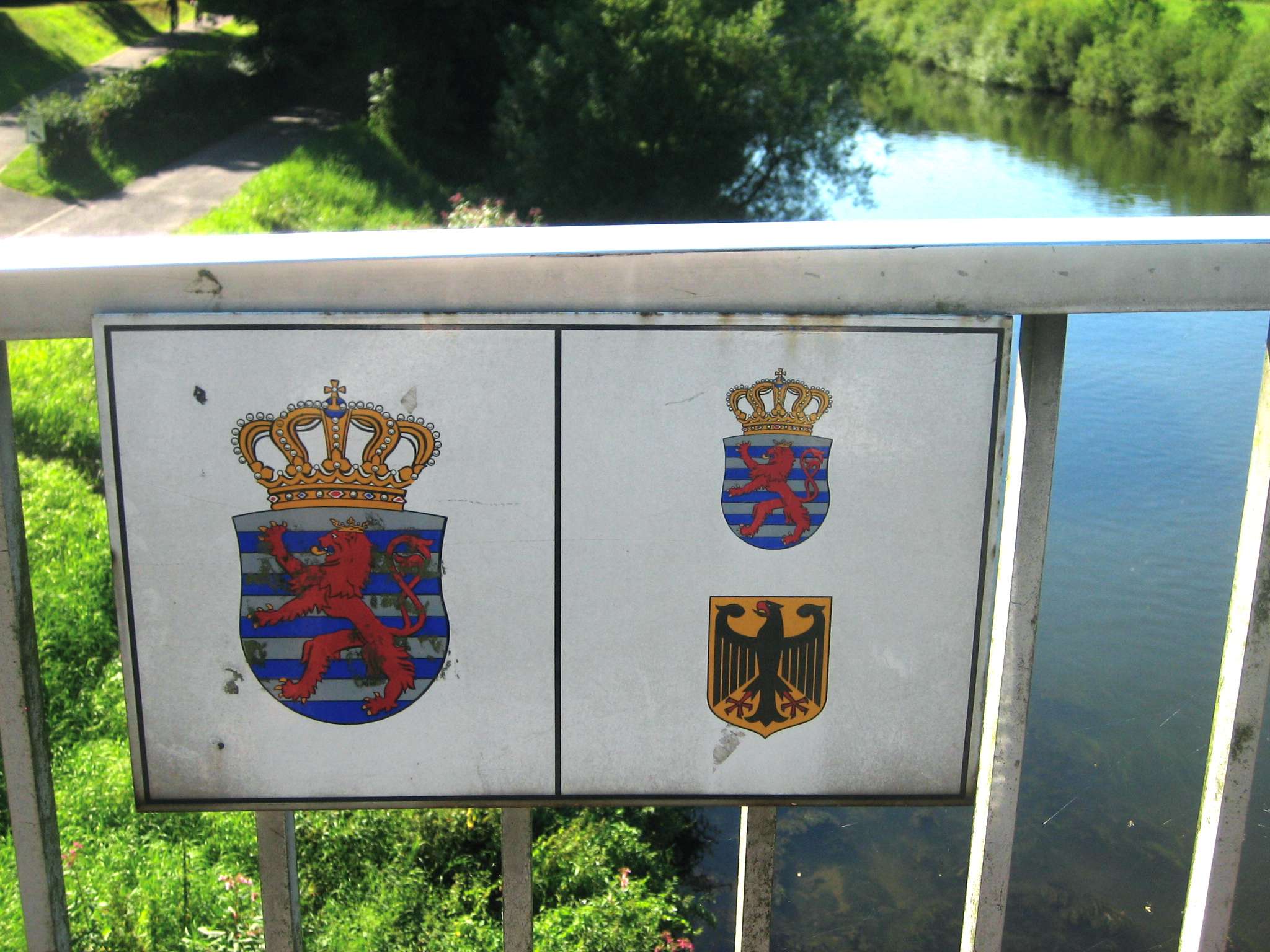

تعني السيادة المشتركة في القانون الدولي أرضًا سياسية (دولة أو منطقة حدودية) يقع فيها أو عليها توافق قوى سيادية رسميًا على تقاسم ملكية مشتركة (من حيث السيادة) وتمارس حقوقها بشكل مشترك دون تقسيمها إلى مناطق «وطنية».
ورغم اعتبار السيادة المشتركة دومًا ممكنة من الناحية النظرية، لكنها نادرة على أرض الواقع؛ ولعل المشكلة الرئيسية وسبب قلة وجودها هو صعوبة ضمان التعاون بين السلطتين السياديتين، فحالما يسقط التفاهم، يصبح وضعها أكثر ميلًا إلى أن يكون واهياً.
سجلت الكلمة في اللغة الإنكليزية منذ عام 1714، من اللاتينية الحديثة، ويبدو أنها ظهرت في ألمانيا عام 1700 من الجذر اللاتيني -com بمعنى «معًا» و dominium «حق الملكية»؛ وتدعى السيادة المشتركة لثلاث دول «السيادة المشتركة الثلاثية».

## حالات السيادة المشتركة الحالية
- تعد محطة الفضاء الدولية مثالًا واقعيًا عن السيادة المشتركة الفضائية من خلال مجموعة معقدة من الاتفاقيات القانونية والسياسية والمالية بين جميع الأطراف
- القطب الجنوبي مثال واقعي عن السيادة المشتركة القارية يحكمه أطراف معاهدة القطب الجنوبي ولهم صفة استشارية.
- إقليم موزلّ وما يتبع له وساور وأور، يشكلون منطقة مشتركة السيادة بين لكسيمبورغ وألمانيا وتضم أيضًا جسورًا وما يقارب 15 جزيرة نهرية مختلفة الحجوم، ورأس جزيرة ستاوستيوفي أباخ قرب سخينجين (وباقي الجزيرة في فرنسا)، وقد أقيمت السيادة المشتركة بمعاهدة عام 1816.[1][2]
- جزيرة فيزانت (تعرف أيضًا بجزيرة المؤتمر، وكونبانتزيا باللغة الباسكية) في منطقة بيداسوا، هي منطقة سيادة مشتركة بين فرنسا وإسبانيا؛ أسست بمعاهدة جبال البرانس عام 1659، وتسيطر عليها إسبانيا رسميًا بين 1 فبراير و 31 يوليو من كل عام وفرنسا في الشهور الستة التالية؛ ولا يوجد في الجزيرة سكان دائمون وقد تآكلت كثيرًا بسبب النهر.[3]
- تمارس السلفادور وهوندوراس ونيكاراجوا سيادة ثلاثية على أجزاء من خليج فونسيكا وعلى المياه الإقليمية خارج فتحته.[4][5][6]
- تعُد النمسا وألمانيا نفسيهما مع سويسرا أصحاب سيادة ثلاثية على (ولو كانت على أراض مختلفة) الأقسام الرئيسية لبحيرة كونستانس (دون جزرها)، ومن ناحية أخرى، تعتبر سويسرا أن الحدود تمر عبر وسط البحيرة؛ وهنا لا تحدد أي معاهدة دولية حدود سويسرا وألمانيا والنمسا داخل أو حول موقع بحيرة كونستانس.[7][8]
- تشترك البرازيل والباراغوي في السيادة على جزء نهر بارانا بين سالتو غراندي دي سيتي كويداس وفتحة نهر إيغاسو.
- تشترك كولومبيا وجامايكا في السيادة البحرية (تدعى منطقة نظام مشتركة) بواسطة اتفاقية متبادلة بدلًا من تحديد حدودها البحرية؛ لأن الجزء الخارجي من المنطقة الاقتصادية الخالصة لكل بلد ستتداخل في البحر. وخلافًا «لمناطق التنمية المشتركة»، تبدو منطقة السيادة المشتركة هذه بأنها لم تطرح ببساطة كطريقة لتقسيم النفط ومناطق السمك وغيرها من الموارد.
- •في البوسنة والهرسك، تشكل مقاطعة بركو منطقة سيادة مشتركة بين اتحاد البوسنة والهرسك وجمهورية صربسكا.[9]

## الإمارة المشتركة
اعتبرت أندورا وفق القانون الفرنسي منطقة سيادة مشتركة فرنسية إسبانية، رغم أنه يشيع تصنيفها على أنها إمارة مشتركة لكونها دولة ذات سيادة بمفردها وليست ملكية لسلطة أجنبية أو أكثر؛ لكن منصب رئيس الدولة اشترك به في المرة السابقة أجنبيين أحدهما رئيس فرنسا إيمانويل ماكرون والآخر أسقف أورجيل في إسبانيا جوان إنريك فيفيز سيسيليا.

## السيادات المشتركة السابقة
- وصل الإمبراطور البيزنطي قسطنطين الثاني والخليفة العربي عبد الملك بن مروان عام 688 إلى اتفاق غير مسبوق لإقامة سيادة مشتركة (لم يكن قد ظهر هذا المفهوم بعد) على قبرص، حيث تقسم الضرائب المجموعة بالتساوي بين الطرفين، ودام الاتفاق لما يقرب 300 عام، رغم وجود حالة حرب شبه متواصلة على الأرض بين الطرفين بالتوازي مع ذلك.
- فاليس دستركت (المقاطعة العمومية) كانت منطقة سيادة مشتركة روسية نرويجية بين عامي 1684و 1826.
- السودان الأنجلزي المصري كانت منطقة سيادة مشتركة مصرية بريطانية رسمية بين عامي 1899حتى 1956، رغم أن مصر لم تلعب أي دور على أرض الواقع في حكومتها سوى تقديم بعض المديرين حيث كانت كل القرارات السياسية تتخذها المملكة المتحدة وجميع الحكام العامين للسودان الأنجلو مصرية كانوا بريطانيين؛ وقد نقم الوطنيون المصريون والسودانيون على هذا النظام، وتبرأت منه الحكومة المصرية لاحقًا، واستمر نظرًا لسيطرة المملكة المتحدة المؤثرة على مصر نفسها التي بدأت منذ عام 1882 واستمرت حتى 1936 على الأقل.
- منطقة السيادة المشتركة للبوسنة والهرسك كانت تحكمها بالتساوي الإمبراطورية النمساوية وهنغاريا بين عامي 1908 و1918، في حين كان كلا البلدين جزءًا من الإمبراطورية النمساوية الهنغارية.
- اعتبرت جزيرة صغيرة في النهر الحدودي برومسباك بأنها تتبع للدنمارك أو السويد (أو لكليها).
- اعتبرت الدولة الكرواتية المستقلة خلال الحرب العالمية الثانية بين عامي 1941و 1943 ملكية مشتركة بين ألمانيا النازية وإيطاليا حتى عام 1943 حين انقسمت إيطاليا بين مملكة إيطاليا التي تميل للحلفاء تحت حكم الملك فكتور إيمانويل الثالث والجمهورية الاشتراكية الإيطالية التي تميل لدول المحور بقيادة بينيتو موسيليني.[11][11][12][13]
- كانت جزر كانتون وإنديربري منطقة سيادة مشتركة بريطانية أمريكية منذ عام 1939حتى 1979 حين أصبحتا جزءًا من كيريباتي.
- كانت كوتو ميستو مشتركة بين إسبانيا والبرتغال حتى عام 1864، رغم أنها كانت في العقود الأخيرة من وجودها مستقلة فعليًا.
- كونتية فريزلاند (غرب فريسيا)، كانت منذ عام 1165 تحت الإدارة الإمبراطورية، ومنذ عام 1165 حتى 1493 منطقة سيادة مشتركة لكونت هولندا والأسقف أمير أوترخت، ثم عادت مجدداً حتى 25 أكتوبر 1555 تحت الإدارة الإمبراطورية.[14]
- مصر بين عامي 1876 و 1882 كانت تحت الحكم الفرنسي والبريطاني.
- مدينة إرفورت من القرن الثاني عشر حتى حرب الثلاثين عامًا بين أبرشية ماينسي وكونتيات غليشن التي استبدلت بمجلس المدينة عام 1289، ولندغراف تورينجيا عام 1327 وعائلة ويتين في عام 1483 (معاهدة ويمار).
- المنطقة الصغيرة (الحدف ومحيطها) في شبه الجزيرة العربية، وهي جزء من عمان وكانت سابقًا محكومة بشكل مشترك بين إمارة عجمان وعمان؛ وقد وقع الاتفاقية المحددة لمنطقة الحدف في صلالة في 26 أبريل عام 1960 السلطان سعيد بن تيمور، ووقعها في عجمان في 30 أبريل عام 1960 راشد بن حمد النعيمي حاكم عجمان، وهذا أفضى إلى بعض الإشراف المشترك في المنطقة يقوم به حاكم عجمان والشيوخ التابعين لمسقط، وسمحت لحاكم عجمان بالاستمرار بجمع الزكاة، ولم يكن يتدخل في شؤون السكان المحليين من قبيلة بني كعب، إنما كانت مسؤولية حصرية للشيوخ التابعين لمسقط؛ وقد ألغيت الاتفاقية لاحقًا.[15]